# Арколи (Авелино)
Арколи је насеље у Италији у округу Авелино, региону Кампанија.
Према процени из 2011. у насељу је живело 21 становника. Насеље се налази на надморској висини од 532 м.